# Associazione Calcio Torino 1969-1970
Questa voce raccoglie le informazioni riguardanti l'Associazione Calcio Torino nelle competizioni ufficiali della stagione 1969-1970.

## Società
- Presidente:
  - Orfeo Pianelli
- Segretario:
  - Giuseppe Bonetto
- Medico sociale:
  - Cesare Cattaneo

- Allenatore:
  - Giancarlo Cadè
- Massaggiatore:
  - Bruno Colla

## Rosa
| N. |                   | Ruolo | Calciatore          |
| -- | ----------------- | ----- | ------------------- |
|    | Italia (bandiera) | P     | Gian Nicola Pinotti |
|    | Italia (bandiera) | P     | Franco Sattolo      |
|    | Italia (bandiera) | D     | Angelo Cereser      |
|    | Italia (bandiera) | D     | Umberto Depetrini   |
|    | Italia (bandiera) | D     | Natalino Fossati    |
|    | Italia (bandiera) | D     | Marino Lombardo     |
|    | Italia (bandiera) | D     | Fabrizio Poletti    |
|    | Italia (bandiera) | D     | Giorgio Puia        |
|    | Italia (bandiera) | C     | Aldo Agroppi        |
|    | Italia (bandiera) | C     | Bruno Bolchi        |
|    | Italia (bandiera) | C     | Sandro Crivelli     |

| N. |                   | Ruolo | Calciatore                 |
| -- | ----------------- | ----- | -------------------------- |
|    | Italia (bandiera) | C     | Gianni Facchinello         |
|    | Italia (bandiera) | C     | Giorgio Ferrini (capitano) |
|    | Italia (bandiera) | C     | Giambattista Moschino      |
|    | Italia (bandiera) | C     | Giuseppe Pavone            |
|    | Italia (bandiera) | C     | Claudio Sala               |
|    | Italia (bandiera) | A     | Alberto Carelli            |
|    | Italia (bandiera) | A     | Emo Giannotti              |
|    | Italia (bandiera) | A     | Emiliano Mondonico         |
|    | Italia (bandiera) | A     | Carlo Petrini              |
|    | Italia (bandiera) | A     | Paolino Pulici             |
|    | Italia (bandiera) | A     | Giovanni Quadri            |

## Calciomercato
| Acquisti | Acquisti            | Acquisti | Acquisti                   |
| R.       | Nome                | da       | Modalità                   |
| -------- | ------------------- | -------- | -------------------------- |
| P        | Gian Nicola Pinotti | Foggia   | definitivo                 |
| C        | Giuseppe Pavone     | Foggia   | definitivo                 |
| C        | Claudio Sala        | Napoli   | definitivo (470.000.000 £) |
| C        | Renato Zaccarelli   | Catania  | definitivo (30.000.000 £)  |
| A        | Stanislao Bozzi     | Chieti   | definitivo                 |
| A        | Emo Giannotti       | Prato    | definitivo                 |
| A        | Carlo Petrini       | Milan    | definitivo                 |

| Cessioni | Cessioni         | Cessioni     | Cessioni   |
| R.       | Nome             | a            | Modalità   |
| -------- | ---------------- | ------------ | ---------- |
| P        | Lido Vieri       | Inter        | definitivo |
| D        | Mario Trebbi     | Monza        | definitivo |
| D        | Giuseppe Unere   | Piacenza     | definitivo |
| C        | Renzo Corni      | Sampdoria    | definitivo |
| C        | Sandro Crivelli  | Pisa         | prestito   |
| C        | Rosario Rampanti | Pisa         | prestito   |
| A        | Pietro Baisi     | Pisa         | definitivo |
| A        | Nestor Combin    | Milan        | definitivo |
| A        | Carlo Facchin    | L.R. Vicenza | definitivo |

## Risultati

### Serie A

#### Girone di andata
| Arbitro: | Di Tonno (Lecce) |

|           |           |              |
| Soldo 47’ | Marcatori | 42’ Moschino |

| Arbitro: | Sbardella (Roma) |

|                                      |           |             |
| Salvi 44’ (aut.) Moschino 64’ (rig.) | Marcatori | 37’ Cristin |

| Arbitro: | Lattanzi (Roma) |

|                                |           |  |
| Bertini 40’ (rig.) Landini 58’ | Marcatori |  |

| Arbitro: | Torelli (Milano) |

|  |           |                       |
|  | Marcatori | 34’ Canzi 45’ Juliano |

| Arbitro: | Carminati (Milano) |

|            |           |                         |
| Zigoni 19’ | Marcatori | 67’ Carelli 88’ Ferrini |

| Arbitro: | Acernese (Roma) |

|                    |           |                   |
| Poletti 70’ (rig.) | Marcatori | 8’ (aut.) Cereser |

| Verona 26 ottobre 1969, ore 14:30 UTC+1 7ª giornata | Fiorentina        | 0 – 0 | Torino | Stadio Marcantonio Bentegodi (29.062 spett.)\| Arbitro: \| D'Agostini (Roma) \| |
| Arbitro:                                            | D'Agostini (Roma) |       |        |                                                                                 |

| Arbitro: | Pieroni (Roma) |

|  |           |          |
|  | Marcatori | 11’ Cané |

| Arbitro: | Panzino (Catanzaro) |

|                      |           |             |
| Carelli 46’ Puia 90’ | Marcatori | 36’ Clerici |

| Roma 30 novembre 1969, ore 14:30 UTC+1 10ª giornata | Roma             | 0 – 0 | Torino | Stadio Olimpico (43.232 spett.)\| Arbitro: \| Branzoni (Pavia) \| |
| Arbitro:                                            | Branzoni (Pavia) |       |        |                                                                   |

| Arbitro: | Francescon (Padova) |

|                     |           |  |
| Moschino 77’ (rig.) | Marcatori |  |

| Arbitro: | Angonese (Mestre) |

|  |           |             |
|  | Marcatori | 54’ Lodetti |

| Arbitro: | Carminati (Milano) |

|  |           |          |
|  | Marcatori | 78’ Puia |

| Arbitro: | Bernardis (Latina) |

|          |           |  |
| Puia 90’ | Marcatori |  |

| Arbitro: | Mascali (Desenzano del Garda) |

|                   |           |  |
| Gori 44’ Riva 85’ | Marcatori |  |

#### Girone di ritorno
| Arbitro: | Branzoni (Pavia) |

|                                                        |           |  |
| Sulfaro 32’ (aut.) Facchinello 52’ Moschino 80’ (rig.) | Marcatori |  |

| Arbitro: | Francescon (Padova) |

|           |           |             |
| Salvi 15’ | Marcatori | 50’ Ferrini |

| Torino 25 gennaio 1970, ore 14:30 UTC+1 18ª giornata | Torino                | 0 – 0 | Inter | Stadio Comunale (33.827 spett.)\| Arbitro: \| De Marchi (Pordenone) \| |
| Arbitro:                                             | De Marchi (Pordenone) |       |       |                                                                        |

| Arbitro: | Motta (Monza) |

|                                                      |           |  |
| Altafini 12’ Manservisi 36’ Bianchi 49’ Bosdaves 82’ | Marcatori |  |

| Arbitro: | Lo Bello (Siracusa) |

|  |           |                                          |
|  | Marcatori | 19’ Cuccureddu 58’ Leonardi 89’ Anastasi |

| Arbitro: | Di Tonno (Lecce) |

|                |           |  |
| Pellizzaro 78’ | Marcatori |  |

| Arbitro: | Angonese (Mestre) |

|               |           |  |
| Mondonico 51’ | Marcatori |  |

| Arbitro: | Giunti (Arezzo) |

|  |           |             |
|  | Marcatori | 57’ Ferrini |

| Arbitro: | Gussoni (Tradate) |

|  |           |             |
|  | Marcatori | 48’ Ferrini |

| Torino 22 marzo 1970, ore 15:00 UTC+1 25ª giornata | Torino            | 0 – 0 | Roma | Stadio Comunale (20.723 spett.)\| Arbitro: \| Vacchini (Milano) \| |
| Arbitro:                                           | Vacchini (Milano) |       |      |                                                                    |

| Arbitro: | De Robbio (Torre Annunziata) |

|  |           |            |
|  | Marcatori | 54’ Quadri |

| Arbitro: | Barbaresco (Cormons) |

|                                          |           |  |
| Lodetti 23’ Rognoni 75’ Prati 81’ (rig.) | Marcatori |  |

| Arbitro: | Possagno (Treviso) |

|             |           |                    |
| Carelli 69’ | Marcatori | 12’ (aut.) Poletti |

| Arbitro: | Michelotti (Parma) |

|                   |           |  |
| Vitali 84’ (rig.) | Marcatori |  |

| Arbitro: | Vacchini (Milano) |

|  |           |                                       |
|  | Marcatori | 12’ Domenghini 29’ (38) Riva 48’ Gori |

### Coppa Italia

#### Girone eliminatorio
| Arbitro: | De Robbio (Torre Annunziata) |

|              |           |                      |
| Robbiati 63’ | Marcatori | 18’ (aut.) Bordignon |

| Arbitro: | Menegali (Roma) |

|               |           |              |
| Mondonico 32’ | Marcatori | 57’ Lanzetti |

| Arbitro: | Pieroni (Roma) |

|             |           |                                    |
| Damiani 53’ | Marcatori | 30’ Pulici 38’ Ferrini 54’ C. Sala |

#### Quarti di finale
| Arbitro: | Panzino (Catanzaro) |

|                |           |  |
| Boninsegna 82’ | Marcatori |  |

| Arbitro: | Mascali (Desenzano del Garda) |

|                     |           |  |
| Moschino 70’ (rig.) | Marcatori |  |

| Arbitro: | Menegali (Roma) |

|                                      |           |                           |
| Mondonico 12’, 82’ (rig.) Quadri 47’ | Marcatori | 54’ Boninsegna 59’ Suárez |

#### Girone finale
| Arbitro: | De Robbio (Torre Annunziata) |

|          |           |  |
| Nené 70’ | Marcatori |  |

| Arbitro: | D'Agostini (Roma) |

|            |           |  |
| Quadri 26’ | Marcatori |  |

| Arbitro: | Pieroni (Roma) |

|              |           |  |
| Mondonico 5’ | Marcatori |  |

| Arbitro: | Carminati (Milano) |

|                                                 |           |                                   |
| Ferrini 2’ Mondonico 11’ C. Sala 47’ Pulici 69’ | Marcatori | 18’ Brugnera 63’ (rig.), 79’ Nené |

| Arbitro: | Francescon (Padova) |

|  |           |                                            |
|  | Marcatori | 45’ Ferrini 82’ (rig.) Moschino 86’ Pavone |

| Arbitro: | D'Agostini (Roma) |

|                  |           |  |
| Savoldi 30’, 40’ | Marcatori |  |

## Statistiche

### Statistiche di squadra
| Competizione | Punti | In casa | In casa | In casa | In casa | In casa | In casa | In trasferta | In trasferta | In trasferta | In trasferta | In trasferta | In trasferta | Totale | Totale | Totale | Totale | Totale | Totale | DR  |
| Competizione | Punti | G       | V       | N       | P       | Gf      | Gs      | G            | V            | N            | P            | Gf           | Gs           | G      | V      | N      | P      | Gf     | Gs     | DR  |
| ------------ | ----- | ------- | ------- | ------- | ------- | ------- | ------- | ------------ | ------------ | ------------ | ------------ | ------------ | ------------ | ------ | ------ | ------ | ------ | ------ | ------ | --- |
| Serie A      | 30    | 15      | 6       | 4       | 5       | 12      | 14      | 15           | 5            | 4            | 6            | 8            | 17           | 30     | 11     | 8      | 11     | 20     | 31     | -11 |
| Coppa Italia | -     | 5       | 4       | 1       | 0       | 8       | 4       | 7            | 3            | 1            | 3            | 10           | 8            | 12     | 7      | 2      | 3      | 18     | 12     | +6  |
| Totale       | -     | 20      | 10      | 5       | 5       | 20      | 18      | 22           | 8            | 5            | 9            | 18           | 25           | 42     | 18     | 10     | 14     | 38     | 43     | -5  |

### Statistiche dei giocatori
| Giocatore      | Serie A  | Serie A | Coppa Italia | Coppa Italia | Totale   | Totale |
| Giocatore      | Presenze | Reti    | Presenze     | Reti         | Presenze | Reti   |
| -------------- | -------- | ------- | ------------ | ------------ | -------- | ------ |
| A. Agroppi     | 27       | 0       | 10           | 0            | 37       | 0      |
| B. Bolchi      | 12       | 0       | 9            | 0            | 21       | 0      |
| A. Carelli     | 27       | 3       | 8            | 0            | 35       | 3      |
| A. Cereser     | 26       | 0       | 8            | 0            | 34       | 0      |
| S. Crivelli    | 1        | 0       | 0            | 0            | 1        | 0      |
| U. Depetrini   | 7        | 0       | 8            | 0            | 15       | 0      |
| G. Facchinello | 15       | 1       | 1            | 0            | 16       | 1      |
| G. Ferrini     | 22       | 4       | 11           | 3            | 33       | 7      |
| N. Fossati     | 23       | 0       | 12           | 0            | 35       | 0      |
| E. Giannotti   | 2        | 0       | 0            | 0            | 2        | 0      |
| M. Lombardo    | 1        | 0       | 4            | 0            | 5        | 0      |
| E. Mondonico   | 9        | 1       | 8            | 5            | 17       | 6      |
| G. Moschino    | 25       | 4       | 11           | 2            | 36       | 6      |
| G. Pavone      | 0        | 0       | 2            | 1            | 2        | 1      |
| C. Petrini     | 5        | 0       | 4            | 0            | 9        | 0      |
| G.N. Pinotti   | 14       | -17     | 0            | -0           | 14       | -17    |
| F. Poletti     | 25       | 1       | 4            | 0            | 29       | 1      |
| G. Puia        | 29       | 3       | 5            | 0            | 34       | 3      |
| P. Pulici      | 24       | 0       | 7            | 2            | 31       | 2      |
| G. Quadri      | 8        | 1       | 4            | 2            | 12       | 3      |
| C. Sala        | 30       | 0       | 10           | 2            | 40       | 2      |
| F. Sattolo     | 16       | -14     | 12           | -12          | 28       | -26    |

## Giovanili

### Piazzamenti
- Primavera:
  - Campionato: Vincitore
  - Torneo di Viareggio: Quarti di finale.